# It’s My Turn
«It’s My Turn» (с англ. — «Мой черёд») — песня, записанная американской певицей Дайаной Росс в 1980 году специально для фильма «Теперь мой ход», также песня была включена в сборник лучших хитов певицы To Love Again 1981 года. Автором песни стала Кэрол Байер-Сейджер, а композитором и продюсером выступил Майкл Массер.
Песня достигла девятой строчки в чартах Billboard Hot 100 и Adult Contemporary.

## Отзывы критиков
В американском еженедельнике Billboard назвали балладу заразительной, с идеальным вокальным исполнением, которая олицетворяет истинную романтику. В журнале Record Mirror отметили, что Кэрол Байер-Сейджер написала текст слишком глянцевым, но благодаря вокалу Росс песня звучит правдоподобно. Описывая данный период творчества певицы, обозреватель Record World сообщил, что сейчас «Росс горяча, как никогда», выпуская впечатляющую песню вслед за двумя громкими хитами с предыдущей пластинки.

## Чарты
| Чарт (1980)                           | Высшая позиция |
| ------------------------------------- | -------------- |
| Австралия (Kent Music Report)         | 97             |
| Великобритания (OCC UK Singles)       | 16             |
| Ирландия (IRMA)                       | 17             |
| Нидерланды (Dutch Top 40)             | 35             |
| Нидерланды (Single Top 100)           | 31             |
| Норвегия (VG-lista)                   | 10             |
| США (Billboard Adult Contemporary)    | 9              |
| США (Billboard Hot 100)               | 9              |
| США (Billboard Hot R&B/Hip-Hop Songs) | 14             |
| США (Cash Box Top 100)                | 18             |
| ЮАР (Springbok)                       | 15             |

## Кавер-версии
- В 1981 году Арета Франклин записала свою версию песни и включила её в альбом Love All the Hurt Away. Свои версии также записали Патти Лабелль и Дайон Уорвик.